# Bombylius nigripes
Bombylius nigripes är en tvåvingeart som beskrevs av Macquart 1834. Bombylius nigripes ingår i släktet Bombylius och familjen svävflugor. Inga underarter finns listade i Catalogue of Life.